# Ryan Fleck
Ryan K. Fleck (Berkeley, 20 settembre 1976) è un regista e sceneggiatore statunitense, noto per aver diretto i film Half Nelson, Sugar - Il giovane campione e Captain Marvel, lavorando spesso in collaborazione con la regista Anna Boden.

## Biografia

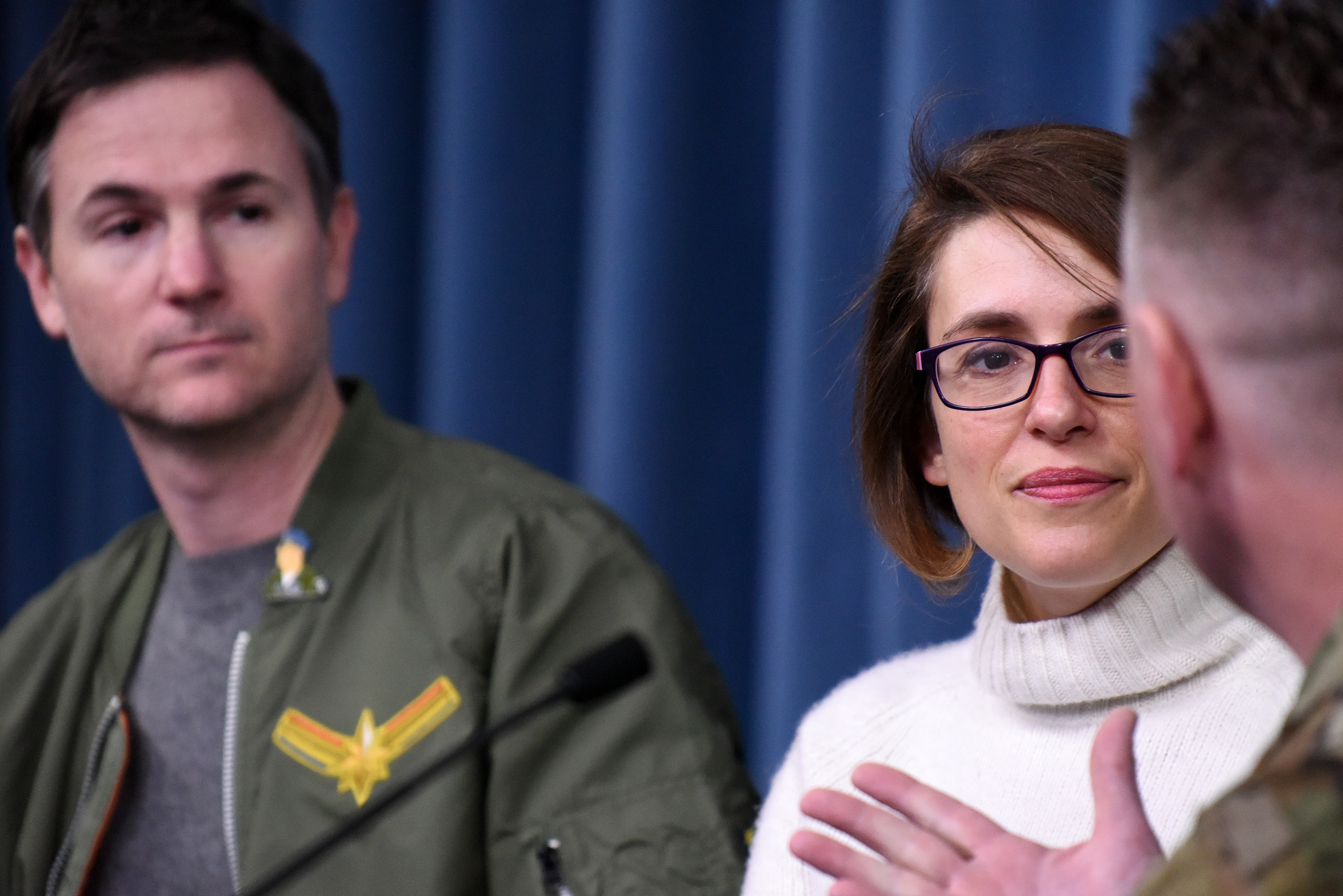
Ryan Fleck e Anna Boden al Pentagono durante la lavorazione del film Captain Marvel

Ryan Fleck nasce a Berkeley, in California, e cesce tra Berkeley e Oakland. Frequenta il corso Tisch School of the Arts all'Università di New York, dove studia cinema. Dopo aver terminato un cortometraggio per la tesi di laurea intitolato Struggle, conosce Anna Boden e i due iniziano a frequentarsi decidendo di collaborare. Insieme realizzano alcuni documentari e cortometraggi. Tra questi lavori vi è il cortometraggio Gowanus, Brooklyn che vince un premio al Sundance Film Festival nel 2004.
Nel 2006 realizza il suo primo film per il cinema, Half Nelson, co-sceneggiato assieme ad Anna Boden. Il film viene ben accolto dalla critica e tra i numerosi riconoscimenti ottiene anche una candidatura agli Oscar per il suo interprete principale, Ryan Gosling. Nel 2008 la coppia scrive e dirige il film Sugar - Il giovane campione, che narra la storia di un diciannovenne dominicano che emigra negli Stati Uniti per poter giocare a nella lega minore di baseball. Il film viene presentato in anteprima al Sundance Film Festival del 2008. L'anno seguente Ryan Fleck dirige vari episodi della serie televisiva della HBO In Treatment. Nel 2010 torna al cinema con la commedia drammatica 5 giorni fuori, sempre scritta e diretta assieme ad Anna Boden.
Nel 2017 Ryan Fleck e Anna Boden vengono scelti come registi del film dei Marvel Studios Captain Marvel, uscito nel 2019 come parte del franchise Marvel Cinematic Universe, basato sui personaggi dei fumetti Marvel dei Vendicatori, e che vede protagonista la supereroina Ms. Marvel, alias Carol Danvers, interpretata da Brie Larson.

## Filmografia

### Regista

#### Cinema
- Struggle - cortometraggio (2002)
- Have You Seen This Man?, co-diretto con Anna Boden - cortometraggio (2003)
- Gowanus, Brooklyn - cortometraggio (2004)
- Young Rebels, co-diretto con Anna Boden (2005)
- Half Nelson (2006)
- Sugar - Il giovane campione (Sugar), co-diretto con Anna Boden (2008)
- 5 giorni fuori (It's Kind of a Funny Story), co-diretto con Anna Boden (2010)
- Mississippi Grind, co-diretto con Anna Boden (2015)
- Captain Marvel, co-diretto con Anna Boden (2019)
- Freaky Tales, co-diretto con Anna Boden (2024)

#### Televisione
- In Treatment – serie TV, 7 episodi (2009)
- The Big C – serie TV, episodi 2x09-2x10 (2011)
- 30 for 30 - serie TV, episodio 2x21 (2014)
- Looking – serie TV, episodi 1x04-2x03-2x04 (2014-2015)
- The Affair - Una relazione pericolosa (The Affair) – serie TV, 4 episodi (2014-2015)
- Billions - serie TV, episodi 1x11-2x02-2x12 (2016-2017)
- Room 104 - serie TV, episodio 1x10 (2017)
- Mrs. America, co-diretta con Anna Boden - miniserie TV (2020)
- Masters of the Air, co-diretta con Anna Boden, Cary Fukunaga, Dee Rees e Timothy Van Patten - minserie TV (2024)

### Produttore

#### Cinema
- Naked Singularity, regia di Chase Palmer (2021)
- Freaky Tales, regia di Ryan Fleck e Anna Boden (2024)

#### Televisione
- Mrs. America, regia di Ryan Fleck e Anna Boden - miniserie TV (2020)

### Sceneggiatore

#### Cinema
- Struggle, regia di Ryan Fleck - cortometraggio (2002)
- Gowanus, Brooklyn, regia di Ryan Fleck - cortometraggio (2004)
- Half Nelson, regia di Ryan Fleck (2006)
- Sugar - Il giovane campione (Sugar), regia di Ryan Fleck e Anna Boden (2008)
- 5 giorni fuori (It's Kind of a Funny Story), regia di Ryan Fleck e Anna Boden (2010)
- Mississippi Grind, regia di Ryan Fleck e Anna Boden (2015)
- Captain Marvel, regia di Ryan Fleck e Anna Boden (2019)
- Freaky Tales, regia di Ryan Fleck e Anna Boden (2024)

#### Televisione
- Room 104 - serie TV, episodio 1x10 (2017)

## Riconoscimenti (parziale)
- Academy of Science Fiction, Fantasy & Horror Films
  - 2019 - Candidatura al miglior regista per Captain Marvel (condiviso con Anna Boden)
- Aspen Shortsfest
  - 2004 - Premio speciale della giuria per Gowanus, Brooklyn
- Boston Society of Film Critics Awards
  - 2006 - Miglior nuovo regista per Half Nelson
- Cinequest San Jose Film Festival
  - 2003 - Miglior cortometraggio per per Have You Seen This Man?
- Dallas-Fort Worth Film Critics Association Awards
  - 2006 - Premio Russel Smith per Half Nelson
- Festival del cinema americano di Deauville
  - 2006 - Premio rivelazione per Half Nelson
  - 2006 - Gran premio speciale per Half Nelson
  - 2006 - Premio speciale della giuria per Half Nelson
- Gotham Independent Film Awards
  - 2006 - Miglior regista rivelazione per Half Nelson
  - 2006 - Miglior film per Half Nelson (condiviso con Jamie Patricof, Alex Orlovsky, Lynette Howell Taylor, Anna Boden e Rosanne Korenberg)
- Premio Hugo
  - 2020 - Candidatura alla miglior rappresentazione drammatica, forma lunga per Captain Marvel (condiviso con Anna Boden e Geneva Robertson-Dworet)
- Primetime Emmy Awards
  - 2020 - Candidatura alla miglior miniserie per Mrs. America (condiviso con Dahvi Waller, Stacey Sher, Coco Francini, Cate Blanchett, Anna Boden e Micah Schraft)